# Christian Detlev Reventlow
Christian Detlev Reventlow (21 giugno 1671 – 1º ottobre 1738) è stato un diplomatico e militare danese.
Fu il figlio di Conrad von Reventlow, cancelliere di Danimarca e fratello di Anna Sofia Reventlow, regina consorte di Danimarca dopo il suo matrimonio con Federico IV di Danimarca.
Christian fu destinato fin dall'inizio alla carriera militare. Combatté nel contingente danese contro i Francesi nella Guerra della Grande Alleanza.
Nel 1701 fu mandato a capo delle truppe danesi per combattere la Francia in Italia durante la guerra di successione Spagnola. Egli servì sotto Eugenio di Savoia ma ebbe uno scontro in solitaria contro i francesi durante la battaglia di Calcinato nel 1706. Con le truppe in un numero inferiore a quelle del nemico e contro un abile generale come Luigi Giuseppe di Borbone-Vendôme, Reventlow non ebbe alcuna possibilità di successo.
Nel 1709 fu messo al comando delle forze danesi in Scania per la Grande guerra del Nord.